# More Malice
More Malice è un EP del rapper statunitense Snoop Dogg, pubblicato nel 2010.

## Tracce
1. I Wanna Rock (The Kings G-Mix) (featuring Jay-Z) – 4:00
2. Protocol – 3:14
3. So Gangsta (featuring Butch Cassidy) – 3:47
4. House Shoes – 3:05
5. That Tree (featuring Kid Cudi) – 4:31
6. You're Gonna Luv Me (featuring Mac Lucci) – 3:03
7. Pronto (G-Mix) (featuring Soulja Boy & Bun B) – 5:21
8. Gangsta Luv (featuring The-Dream) – 4:17

Tracce bonus (Ed. Deluxe e iTunes)
1. Gangsta Luv (Mayer Hawthorne G-Mix) – 3:50
2. I Wanna Rock (Travis Barker G-Mix) – 4:00